# Список умерших в 979 году
В этой статье представлен список известных людей, умерших в 979 году.
- См. также: Категория:Умершие в 979 году

## Февраль
- 27 февраля — Ламберт — граф Шалона (956—979)

## Май
- 22 мая — Гаминольф — епископ Констанца (975—979)

## Август
- 11 августа — Геро фон Альслебен, смертная казнь
- 29 августа — Гуго I (епископ Цайца) (968—979)

## Точная дата смерти неизвестна
- Динь Тьен Хоанг-де — император Дайковьета (968—979)
- Иаго ап Идвал — король Гвинеда (950—979)